# National Hockey League All-Star Game

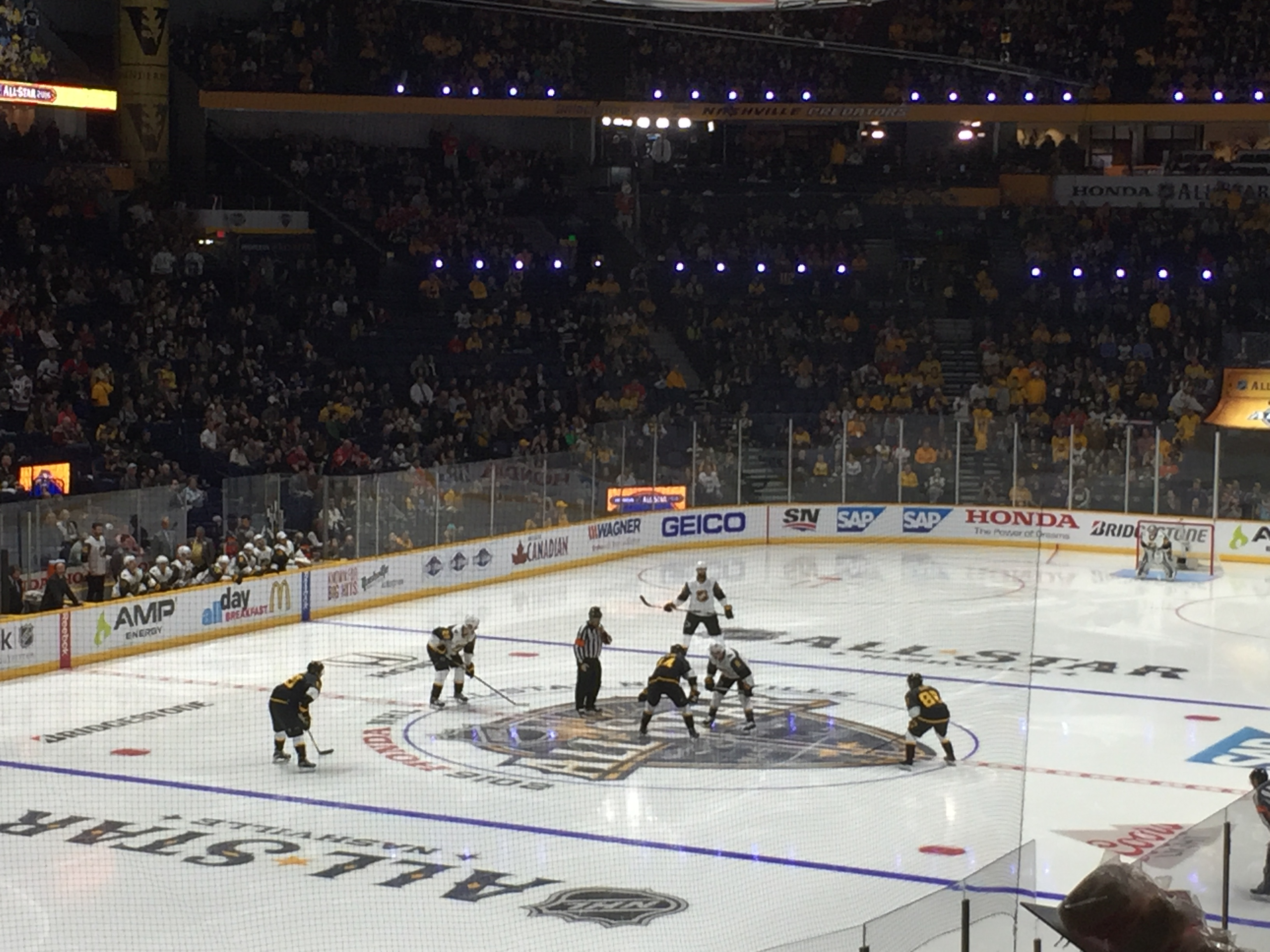
Jogo das Estrelas da NHL de 2016.

O Jogo das Estrelas da National Hockey League (em francês: Match des Étoiles de la Ligue Nationale de Hockey) é um jogo amistoso de hóquei no gelo que é tradicionalmente realizado na metade da temporada regular da National Hockey League (NHL), com muitos jogadores famosos enfrentando-se uns contra os outros. As receitas do jogo beneficiam o fundo de pensão dos jogadores.

## Formato

### Atual
Durante a Temporada 2010-11 da NHL, a NHL anunciou uma mudança para o modo que os times eram selecionados, modelado depois de drafts em Esporte Fantasy. O duelo de abordagem de conferência vs conferência (Leste vs Oeste) foi substituído por um draft de jogadores, conduzido pelos próprios jogadores que jogam o All-Star Game, para determinar as listas para cada time. Os capitães de cada time agora selecionam jogadores de uma enquete combinada de ambas as votações dos fãs e o NHL Hockey Operations Department. A mudança no formato foi um esforço conjunto da Liga e da National Hockey League Players Association.

### Anos anteriores
Em anos anteriores, as estrelas da Conferência Leste jogavam contra as estrelas da Conferência Oeste, onde o "primeiro time" ou a linha de partida, incluindo o goleiro titular, eram votados pelos fãs, enquanto o restante das listas dos times eram escolhidos pelo NHL Hockey Operations Department em consulta com os técnicos gerais dos times.  Desde 1996, os treinadores dos dois times do All-Star Game têm sido os técnicos dos dois times que estão liderando suas respectivas conferências em porcentagem de pontos (isto é, a fração de pontos obtidos do total de pontos possíveis).  A política anterior via os dois técnicos que apareciam em anos anteriores de finais da Copa Stanley dirigindo os times do All-Star Game.
O All-Star Game é precedido pelo NHL All-Star Skills Competition, uma competição que mostra os vários talentos de todas as estrelas, e o NHL YoungStars Game, um jogo de exibição que não é exclusivo somente para novatos, que é jogado sob regras levemente alteradas.

## Resultados
| Ano  | Time vencedor | Time vencedor | Time perdedor | Time perdedor | Time mandante | Arena | MVP |
| ---- | --- | --- | --- | --- | --- | --- | --- |
| 1908 | Wanderers | 10 | All Stars | 7 | Montreal Wanderers | Montreal Arena | |
| 1934 | Maple Leafs | 7 | All Stars | 3 | Toronto Maple Leafs | Maple Leaf Gardens | |
| 1937 | All-Stars | 6 | Montreal | 5 | Montreal Canadiens | Montreal Forum | |
| 1939 | All-Stars | 5 | Canadiens | 2 | Montreal Canadiens | Montreal Forum | |
| 1947 | All-Stars | 4 | Toronto | 3 | Toronto Maple Leafs (1) | Maple Leaf Gardens | |
| 1948 | All-Stars | 3 | Toronto | 1 | Toronto Maple Leafs (2) | Maple Leaf Gardens | |
| 1949 | All-Stars | 3 | Toronto | 1 | Toronto Maple Leafs (3) | Maple Leaf Gardens | |
| 1950 | Detroit | 7 | All-Stars | 1 | Detroit Red Wings (1) | Olympia Stadium | |
| 1951 | 1º Time contra 2º Time (Empate 2-2) | 1º Time contra 2º Time (Empate 2-2) | 1º Time contra 2º Time (Empate 2-2) | 1º Time contra 2º Time (Empate 2-2) | Toronto Maple Leafs (4) | Maple Leaf Gardens | |
| 1952 | 1º Time contra 2º Time (Empate 1-1) | 1º Time contra 2º Time (Empate 1-1) | 1º Time contra 2º Time (Empate 1-1) | 1º Time contra 2º Time (Empate 1-1) | Detroit Red Wings (2) | Olympia Stadium | |
| 1953 | All-Stars | 3 | Montreal | 1 | Montreal Canadiens (1) | Montreal Forum | |
| 1954 | All-Stars | 2 | Detroit | 2 | Detroit Red Wings (3) | Olympia Stadium | |
| 1955 | Detroit | 3 | All-Stars | 1 | Detroit Red Wings (4) | Olympia Stadium | |
| 1956 | All-Stars contra Montreal (Empate 1-1) | All-Stars contra Montreal (Empate 1-1) | All-Stars contra Montreal (Empate 1-1) | All-Stars contra Montreal (Empate 1-1) | Montreal Canadiens (2) | Montreal Forum | |
| 1957 | All-Stars | 5 | Montreal | 3 | Montreal Canadiens (3) | Montreal Forum | |
| 1958 | Montreal | 6 | All-Stars | 3 | Montreal Canadiens (4) | Montreal Forum | |
| 1959 | Montreal | 6 | All-Stars | 1 | Montreal Canadiens (5) | Montreal Forum | |
| 1960 | All-Stars | 2 | Montreal | 1 | Montreal Canadiens (6) | Montreal Forum | |
| 1961 | All-Stars | 3 | Chicago | 1 | Chicago Black Hawks (1) | Chicago Stadium | |
| 1962 | Toronto | 4 | All-Stars | 1 | Toronto Maple Leafs (5) | Maple Leaf Gardens | Eddie Shack |
| 1963 | All-Stars contra Toronto (Empate 3-3) | All-Stars contra Toronto (Empate 3-3) | All-Stars contra Toronto (Empate 3-3) | All-Stars contra Toronto (Empate 3-3) | Toronto Maple Leafs (6) | Maple Leaf Gardens | Frank Mahovlich |
| 1964 | All-Stars | 3 | Toronto | 2 | Toronto Maple Leafs (7) | Maple Leaf Gardens | Jean Beliveau |
| 1965 | All-Stars | 5 | Montreal | 2 | Montreal Canadiens (7) | Montreal Forum | Gordie Howe |
| 1966 | Sem jogo porque o evento passou a ser deslocado para a metade da temporada regular.                                                                       | Sem jogo porque o evento passou a ser deslocado para a metade da temporada regular.                                                                       | Sem jogo porque o evento passou a ser deslocado para a metade da temporada regular.                                                                       | Sem jogo porque o evento passou a ser deslocado para a metade da temporada regular.                                                                       | Sem jogo porque o evento passou a ser deslocado para a metade da temporada regular.                                                                       | Sem jogo porque o evento passou a ser deslocado para a metade da temporada regular.                                                                       | Sem jogo porque o evento passou a ser deslocado para a metade da temporada regular.                                                                       |
| 1967 | Montreal | 3 | All-Stars | 0 | Montreal Canadiens (8) | Montreal Forum | Henri Richard |
| 1968 | Toronto | 4 | All-Stars | 3 | Toronto Maple Leafs (8) | Maple Leaf Gardens | Bruce Gamble |
| 1969 | Oeste contra Leste (Empate 3-3) | Oeste contra Leste (Empate 3-3) | Oeste contra Leste (Empate 3-3) | Oeste contra Leste (Empate 3-3) | Montreal Canadiens (9) | Montreal Forum | Frank Mahovlich (2) |
| 1970 | Leste | 4 | Oeste | 1 | St. Louis Blues (1) | St. Louis Arena | Bobby Hull |
| 1971 | Oeste | 2 | Leste | 1 | Boston Bruins (1) | Boston Garden | Bobby Hull (2) |
| 1972 | Leste | 3 | Oeste | 2 | Minnesota North Stars (1) | Met Center | Bobby Orr |
| 1973 | Leste | 5 | Oeste | 4 | New York Rangers (1) | Madison Square Garden | Greg Polis |
| 1974 | Oeste | 6 | Leste | 4 | Chicago Black Hawks (2) | Chicago Stadium | Garry Unger |
| 1975 | Wales | 7 | Campbell | 1 | Montreal Canadiens (10) | Montreal Forum | Syl Apps, Jr. |
| 1976 | Wales | 7 | Campbell | 5 | Philadelphia Flyers (1) | Spectrum | Peter Mahovlich |
| 1977 | Wales | 4 | Campbell | 3 | Vancouver Canucks (1) | Pacific Coliseum | Rick Martin |
| 1978 | Wales | 3 | Campbell | 2 (PRO) | Buffalo Sabres (1) | Buffalo Memorial Auditorium | Billy Smith |
| 1979 | Jogo cancelado devido a "1979 Challenge Cup" entre as estrelas da NHL (All-Stars) e a seleção da União Soviética.                                         | Jogo cancelado devido a "1979 Challenge Cup" entre as estrelas da NHL (All-Stars) e a seleção da União Soviética.                                         | Jogo cancelado devido a "1979 Challenge Cup" entre as estrelas da NHL (All-Stars) e a seleção da União Soviética.                                         | Jogo cancelado devido a "1979 Challenge Cup" entre as estrelas da NHL (All-Stars) e a seleção da União Soviética.                                         | Jogo cancelado devido a "1979 Challenge Cup" entre as estrelas da NHL (All-Stars) e a seleção da União Soviética.                                         | Jogo cancelado devido a "1979 Challenge Cup" entre as estrelas da NHL (All-Stars) e a seleção da União Soviética.                                         | Jogo cancelado devido a "1979 Challenge Cup" entre as estrelas da NHL (All-Stars) e a seleção da União Soviética.                                         |
| 1980 | Wales | 6 | Campbell | 3 | Detroit Red Wings (5) | Joe Louis Arena | Reggie Leach |
| 1981 | Campbell | 4 | Wales | 1 | Los Angeles Kings (1) | The Forum | Mike Liut |
| 1982 | Wales | 4 | Campbell | 2 | Washington Capitals (1) | Capital Centre | Mike Bossy |
| 1983 | Campbell | 9 | Wales | 3 | New York Islanders (1) | Nassau Coliseum | Wayne Gretzky |
| 1984 | Wales | 7 | Campbell | 6 | New Jersey Devils (1) | Meadowlands Arena | Don Maloney |
| 1985 | Wales | 6 | Campbell | 4 | Calgary Flames (1) | Pengrowth Saddledome | Mario Lemieux |
| 1986 | Wales | 4 | Campbell | 3 (PRO) | Hartford Whalers (1) | Hartford Civic Center | Grant Fuhr |
| 1987 | Jogo cancelado devido ao "Rendez-Vous '87" entre as estrelas da NHL (All-Stars) e a seleção da União Soviética.                                           | Jogo cancelado devido ao "Rendez-Vous '87" entre as estrelas da NHL (All-Stars) e a seleção da União Soviética.                                           | Jogo cancelado devido ao "Rendez-Vous '87" entre as estrelas da NHL (All-Stars) e a seleção da União Soviética.                                           | Jogo cancelado devido ao "Rendez-Vous '87" entre as estrelas da NHL (All-Stars) e a seleção da União Soviética.                                           | Jogo cancelado devido ao "Rendez-Vous '87" entre as estrelas da NHL (All-Stars) e a seleção da União Soviética.                                           | Jogo cancelado devido ao "Rendez-Vous '87" entre as estrelas da NHL (All-Stars) e a seleção da União Soviética.                                           | Jogo cancelado devido ao "Rendez-Vous '87" entre as estrelas da NHL (All-Stars) e a seleção da União Soviética.                                           |
| 1988 | Wales | 6 | Campbell | 5 (PRO) | St. Louis Blues (2) | St. Louis Arena | Mario Lemieux (2) |
| 1989 | Campbell | 9 | Wales | 5 | Edmonton Oilers (1) | Rexall Place | Wayne Gretzky (2) |
| 1990 | Wales | 12 | Campbell | 7 | Pittsburgh Penguins (1) | Pittsburgh Civic Arena | Mario Lemieux (3) |
| 1991 | Campbell | 11 | Wales | 5 | Chicago Blackhawks (3) | Chicago Stadium | Vincent Damphousse |
| 1992 | Campbell | 10 | Wales | 6 | Philadelphia Flyers (2) | Spectrum | Brett Hull |
| 1993 | Wales | 16 | Campbell | 6 | Montreal Canadiens (11) | Montreal Forum | Mike Gartner |
| 1994 | Leste | 9 | Oeste | 8 | New York Rangers (2) | Madison Square Garden | Mike Richter |
| 1995 | Jogo cancelado assim como parte da temporada regular devido ao lockout. O jogo estava previsto para ser jogado na San Jose Arena em São José, Califórnia. | Jogo cancelado assim como parte da temporada regular devido ao lockout. O jogo estava previsto para ser jogado na San Jose Arena em São José, Califórnia. | Jogo cancelado assim como parte da temporada regular devido ao lockout. O jogo estava previsto para ser jogado na San Jose Arena em São José, Califórnia. | Jogo cancelado assim como parte da temporada regular devido ao lockout. O jogo estava previsto para ser jogado na San Jose Arena em São José, Califórnia. | Jogo cancelado assim como parte da temporada regular devido ao lockout. O jogo estava previsto para ser jogado na San Jose Arena em São José, Califórnia. | Jogo cancelado assim como parte da temporada regular devido ao lockout. O jogo estava previsto para ser jogado na San Jose Arena em São José, Califórnia. | Jogo cancelado assim como parte da temporada regular devido ao lockout. O jogo estava previsto para ser jogado na San Jose Arena em São José, Califórnia. |
| 1996 | Leste | 5 | Oeste | 4 | Boston Bruins (2) | TD Garden | Ray Bourque |
| 1997 | Leste | 11 | Oeste | 7 | San Jose Sharks (1) | San Jose Arena | Mark Recchi |
| 1998 | América do Norte | 8 | Mundo | 7 | Vancouver Canucks (2) | General Motors Place | Teemu Selanne |
| 1999 | América do Norte | 8 | Mundo | 6 | Tampa Bay Lightning (1) | St. Pete Times Forum | Wayne Gretzky (3) |
| 2000 | Mundo | 9 | América do Norte | 4 | Toronto Maple Leafs (9) | Air Canada Centre | Pavel Bure |
| 2001 | América do Norte | 14 | Mundo | 12 | Colorado Avalanche (1) | Pepsi Center | Bill Guerin |
| 2002 | Mundo | 8 | América do Norte | 5 | Los Angeles Kings (2) | Staples Center | Eric Daze |
| 2003 | Oeste | 6 | Leste | 5 (PÊN) | Florida Panthers (1) | Office Depot Center | Dany Heatley |
| 2004 | Leste | 6 | Oeste | 4 | Minnesota Wild (1) | Xcel Energy Center | Joe Sakic |
| 2005 | Jogo cancelado assim como a temporada regular inteira devido ao lockout. O jogo estava previsto para ser jogado na Philips Arena em Atlanta, Geórgia.     | Jogo cancelado assim como a temporada regular inteira devido ao lockout. O jogo estava previsto para ser jogado na Philips Arena em Atlanta, Geórgia.     | Jogo cancelado assim como a temporada regular inteira devido ao lockout. O jogo estava previsto para ser jogado na Philips Arena em Atlanta, Geórgia.     | Jogo cancelado assim como a temporada regular inteira devido ao lockout. O jogo estava previsto para ser jogado na Philips Arena em Atlanta, Geórgia.     | Jogo cancelado assim como a temporada regular inteira devido ao lockout. O jogo estava previsto para ser jogado na Philips Arena em Atlanta, Geórgia.     | Jogo cancelado assim como a temporada regular inteira devido ao lockout. O jogo estava previsto para ser jogado na Philips Arena em Atlanta, Geórgia.     | Jogo cancelado assim como a temporada regular inteira devido ao lockout. O jogo estava previsto para ser jogado na Philips Arena em Atlanta, Geórgia.     |
| 2006 | Sem jogo devido aos Jogos Olímpicos de Inverno de 2006 em Turim, Itália.                                                                                  | Sem jogo devido aos Jogos Olímpicos de Inverno de 2006 em Turim, Itália.                                                                                  | Sem jogo devido aos Jogos Olímpicos de Inverno de 2006 em Turim, Itália.                                                                                  | Sem jogo devido aos Jogos Olímpicos de Inverno de 2006 em Turim, Itália.                                                                                  | Sem jogo devido aos Jogos Olímpicos de Inverno de 2006 em Turim, Itália.                                                                                  | Sem jogo devido aos Jogos Olímpicos de Inverno de 2006 em Turim, Itália.                                                                                  | Sem jogo devido aos Jogos Olímpicos de Inverno de 2006 em Turim, Itália.                                                                                  |
| 2007 | Oeste | 12 | Leste | 9 | Dallas Stars (1) | American Airlines Center | Daniel Briere |
| 2008 | Leste | 8 | Oeste | 7 | Atlanta Thrashers (1) | Philips Arena | Eric Staal |
| 2009 | Leste | 12 | Oeste | 11 (PÊN) | Montreal Canadiens (12) | Bell Centre | Alexei Kovalev |
| 2010 | Sem jogo devido aos Jogos Olímpicos de Inverno de 2010 em Vancouver, Canadá.                                                                              | Sem jogo devido aos Jogos Olímpicos de Inverno de 2010 em Vancouver, Canadá.                                                                              | Sem jogo devido aos Jogos Olímpicos de Inverno de 2010 em Vancouver, Canadá.                                                                              | Sem jogo devido aos Jogos Olímpicos de Inverno de 2010 em Vancouver, Canadá.                                                                              | Sem jogo devido aos Jogos Olímpicos de Inverno de 2010 em Vancouver, Canadá.                                                                              | Sem jogo devido aos Jogos Olímpicos de Inverno de 2010 em Vancouver, Canadá.                                                                              | Sem jogo devido aos Jogos Olímpicos de Inverno de 2010 em Vancouver, Canadá.                                                                              |
| 2011 | Time Lidstrom | 11 | Time Staal | 10 | Carolina Hurricanes (1) | RBC Center | Patrick Sharp |
| 2012 | Time Chara | 12 | Time Alfredsson | 9 | Ottawa Senators (1) | Scotiabank Place | Marian Gaborik |
| 2013 | Jogo cancelado assim como parte da temporada regular devido ao lockout. O jogo estava previsto para ser jogado na Nationwide Arena em Columbus, Ohio.     | Jogo cancelado assim como parte da temporada regular devido ao lockout. O jogo estava previsto para ser jogado na Nationwide Arena em Columbus, Ohio.     | Jogo cancelado assim como parte da temporada regular devido ao lockout. O jogo estava previsto para ser jogado na Nationwide Arena em Columbus, Ohio.     | Jogo cancelado assim como parte da temporada regular devido ao lockout. O jogo estava previsto para ser jogado na Nationwide Arena em Columbus, Ohio.     | Jogo cancelado assim como parte da temporada regular devido ao lockout. O jogo estava previsto para ser jogado na Nationwide Arena em Columbus, Ohio.     | Jogo cancelado assim como parte da temporada regular devido ao lockout. O jogo estava previsto para ser jogado na Nationwide Arena em Columbus, Ohio.     | Jogo cancelado assim como parte da temporada regular devido ao lockout. O jogo estava previsto para ser jogado na Nationwide Arena em Columbus, Ohio.     |
| 2014 | Sem jogo devido aos Jogos Olímpicos de Inverno de 2014 em Sóchi, Rússia.                                                                                  | Sem jogo devido aos Jogos Olímpicos de Inverno de 2014 em Sóchi, Rússia.                                                                                  | Sem jogo devido aos Jogos Olímpicos de Inverno de 2014 em Sóchi, Rússia.                                                                                  | Sem jogo devido aos Jogos Olímpicos de Inverno de 2014 em Sóchi, Rússia.                                                                                  | Sem jogo devido aos Jogos Olímpicos de Inverno de 2014 em Sóchi, Rússia.                                                                                  | Sem jogo devido aos Jogos Olímpicos de Inverno de 2014 em Sóchi, Rússia.                                                                                  | Sem jogo devido aos Jogos Olímpicos de Inverno de 2014 em Sóchi, Rússia.                                                                                  |
| 2015 | Time Toews | 17 | Time Foligno | 12 | Columbus Blue Jackets (1) | Nationwide Arena | Ryan Johansen |
| 2016 | | | | | Nashville Predators (1) | Bridgestone Arena | |

## Líderes em estatística

### Artilheiros
| Jogador       | Pontos (gols–assistências) | Total de Jogos |
| ------------- | -------------------------- | -------------- |
| Wayne Gretzky | 25 (13–12)                 | 18             |
| Mario Lemieux | 23 (13-10)                 | 10             |
| Joe Sakic     | 22 (6–16)                  | 12             |
| Mark Messier  | 20 (6–14)                  | 15             |
| Gordie Howe   | 19 (10–9)                  | 23             |

### Mais jogos
- Gordie Howe, 23 vezes.
- Ray Bourque, 19 vezes.
- Wayne Gretzky, 18 vezes.
- Frank Mahovlich, 15 vezes.
- Paul Coffey, 15 vezes.
- Mark Messier, 15 vezes.
- Glenn Hall, 13 vezes.
- Al MacInnis, 13 vezes.
- Joe Sakic, 12 vezes. (eleito para o time por 13 vezes, mas se contundiu em 1997)
- Terry Sawchuk, 11 vezes.
- Patrick Roy, 11 vezes.
- Nicklas Lidstrom†, 11 vezes.
- Mario Lemieux, 10 vezes.
- Jari Kurri, 10 vezes.
- Steve Yzerman, 10 vezes.
- Teemu Selanne†, 10 vezes.
- Martin Brodeur†, 9 vezes. (eleito para o time por 10 vezes, mas teve compromisso com a família em 2008)
- Mats Sundin, 9 vezes.

† - Jogador ativo